# Trachyodontium zanderi
Trachyodontium zanderi är en bladmossart som beskrevs av Steere 1986. Trachyodontium zanderi ingår i släktet Trachyodontium och familjen Pottiaceae. Inga underarter finns listade i Catalogue of Life.